# Ковалинское сельское поселение (Рязанская область)
Сельское поселение Ковалинское — сельское поселение в составе Кораблинского района Рязанской области.
Административный центр — деревня Ковалинка.

## Население
| 2010 | 2012 | 2013 | 2014  | 2015 | 2016 | 2017 |
| ---- | ---- | ---- | ----- | ---- | ---- | ---- |
| 669  | ↗724 | ↗766 | ↗785  | ↗791 | ↘785 | ↘752 |
| 2018 | 2019 | 2020 | 2021  |      |      |      |
| ↘731 | ↘713 | ↘705 | ↗1048 |      |      |      |

## Состав сельского поселения
В состав сельского поселения входят 6 населённых пунктов
| № | Населённый пункт | Тип населённого пункта          | Население |
| - | ---------------- | ------------------------------- | --------- |
| 1 | Великая Лука     | деревня                         | ↘201      |
| 2 | Грачевка         | деревня                         | 11        |
| 3 | Ковалинка        | деревня, административный центр | ↘385      |
| 4 | Марьинка         | деревня                         | 28        |
| 5 | Новосёлово       | деревня                         | 33        |
| 6 | Серьзево         | село                            | ↘11       |

## Местное самоуправление
Глава поселения — Чернова Валентина Дмитриевна.

## Инфраструктура
- Сельский дом культуры (д. Ковалинка, ул. Луговая, д. 2)
- Фельдшерско-акушерский пункт (д. Ковалинка, ул. Луговая, д. 4)
- Сельская библиотека (д. Ковалинка, ул. Луговая, д. 4)
- Магазин Кораблинского райпо (д. Ковалинка, ул. Молодёжная, д. 2)
- Отделение почтовой связи № 391226 (д. Ковалинка, ул. Молодёжная, д. 2)

## Образование
- Ковалинская общеобразовательная школа (д. Ковалинка, ул. Луговая, д. 8)
- Детский сад «Росинка» (д. Ковалинка, ул. Луговая, д. 10)
- Детский сад «Дюймовочка» (д. Великая Лука, ул. Центральная, д. 39)

## Экономика
- ООО «Новая жизнь» (д. Ковалинка, ул. Молодёжная, д. 2)
- Великолукское отделение ООО «Пламя» (бывш. СПК «Ленинский путь») (д. Великая Лука)